# Milton Keynes
Milton Keynes
| Status:                  | By (town)          |
| Befolkning:              | 177.500 (2001)     |
| Distrikt:                | Milton Keynes      |
| Administrativt grevskab: | Enhedlig myndighed |
| Ceremonielt grevskab:    | Buckinghamshire    |
| Postkode:                | MK1–15             |

Milton Keynes er en by i Buckinghamshire, England, omkring 80 km nord for London. Den er en af de nye byer, som blev grundlagt i 1960'erne for at danne grundlag for ekspansion i Sydøstengland. Den kaldes ofte for New City eller MK. Byen havde 177.500 indbyggere i 2001 og er i stærk vækst. I 1997 blev den løsrevet fra Buckinghamshire i politisk sammenhæng og blev centrum i en enhedlig myndighed, som også hedder Milton Keynes. Lokalt er der et ønske om, at byen skal få status som city, men befolkningstallet må antagelig vokse noget mere, før dette bliver aktuelt. 
Meningerne om byen er delte; engelske byer er kendt for at være stolte af deres historie, og Milton Keynes har lidt at konkurrere med. På den gode side kommer, at trafiksystemet er moderne og kan håndtere dagens biltrafik, og at boligpriserne er meget lavere end i London. Samtidig er det er muligt at pendle både til hovedstaden og til andre byer i nærheden.

## Historie
Byen blev grundlagt i 1960'erne efter en parlamentsvedtagelse, som bekræftede planerne den 23. januar 1967. Først i 1974 var man kommet så langt, at byen blev en selvstændig enhed med egen borgmester. På stedet, som blev valgt, lå der allerede flere landsbyer, med det som i dag kaldes Middleton i centrum. Man bestemte derfor, at den nye by skulle få sit navn derfra. Stedet er nævnt i Domesday Book i (1086) under navnet Mideltone (moderne engelsk: Middletown). I et dokument fra 1422 er navnet Kaynes lagt til efter den lokale adelsslægt Cahaignes. På kort fra det 18. århundrede bruges fortsat navnet Middleton Kaynes, men da byen skulle grundlægges, havde det ændret sig til dagens form. I 1991 fik den gamle bydel navnet Middleton for at undgå sammenblanding. På en del af skiltene, som viser vejen til denne bydel, står der fortsat Milton Keynes Village i parentes.
Under udviklingen af byen er der blevet foretaget en række arkæologiske udgravninger. De ældste fund er omkring 150 millioner år gamle fossiler af en iktyosaur ved Caldecotte Lake og fund af flint fra omkring 6000 f.Kr. i samme område. 
Den ældste kendte permanente bosætning i området er fundet ved Heelands og er fra omkring 2000 f.Kr., mens en noget yngre boplads er fundet ved Stacey Bushes. Der er gjort mange enkeltfund af redskaber fra yngre stenalder og bronzealder, blandt andet i Olney, Chicheley, Newport Pagnell og Bradwell. Man har også fundet gravsteder fra bronzealderen ved Ravenstone, Wolverton og Middleton. Flyfoto viser et gravsted ved Tyringham lige udenfor selve byen. Rester af et tømmerhus fra omkring 1000 f.Kr. er fundet ved Bancroft. 
Fra omkring 500 f.Kr. begynder jernalderbopladser at dukke frem i området. Et af de mest omfattende fundsteder er ved Danesborough lige ved Bow Brickhill, hvor man finder en større boplads med en forsvarsvold. 
En større romersk villa er identificeret ved Bancroft Park. Lige ved er der rester efter et mausoleum fra samme periode, konstrueret på en ældre gravplads. Der er også fundet rester af andre romerske bygninger. 
Lidt syd for Fenny Stratford lå den lille romerske by Magiovinum ved Watling Street. Denne vigtige romerske vej går gennem Milton Keynes og fik lov at beholde sit navn. Der gik en afstikker fra Watling Street til byen Orchestra nær Wellingborough, og denne vej passerede også en større romersk boplads lige nord for Olney.
De første saksiske bosætninger i området var ved Pineland, Middleton, Great Linford og Bancroft. Disse er dateret til 6. og 7. århundrede. Inden 9. og 10. århundrede var en række sogne oprettet.

## Bystatus
I Storbritannien opereres der med to forskellige niveauer for bystatus, city og town. For at få status som city må der et kongeligt charter til, og det gives sjældent; det er primært ældre katedralbyer, som har status som city. Milton Keynes var planlagt som en city, men har endnu ikke fået denne status og er derfor formelt en town. 
Lokalt bruges alligevel altid city som beskrivelse på hele byen, mens town er forbeholdt de ældre byer, som er indlemmet i den. På skiltene, som ønsker velkommen til byen, står der Borough and New City of Milton Keynes.

## Geografi og befolkning
Byen blev bevidst anlagt omtrent midtvejs mellem London, Birmingham, Leicester, Oxford og Cambridge, så den kunne tage af for befolkningsoverskuddet i området og samtidig være langt nok fra de andre byer til at udvikle sig som et regionscenter. Der blev anlagt flere sådanne "nye byer" i 1960'erne, og Milton Keynes er den største af dem. 
Byplanlægningen blev overladt til Milton Keynes Development Corporation. I begyndelsen af 1990'erne tog Commission for New Towns over, og derefter kom English Partnerships. I den første periode var arkitekturen præget af postmodernisme, og designene blev jævnligt vist i fagtidsskrifter. Senere projekter har været mindre specielle, og nyere områder minder mere om forstæder i andre engelske byer. 
Ved grundlæggelsen boede der omkring 60.000 mennesker indenfor bygrænserne. Ved folketællingen i 2001 boede der 177.500. I januar 2004 annoncerede vicepremierminister John Prescott, at regeringen ønskede at fordoble befolkningen inden 2025. English Partnerships fik overladt ansvaret for at følge op på dette, og planmyndigheden blev overdraget fra Milton Keynes' distriktsråd. At lokale myndigheder mister meget af kontrollen over denne udvikling er kontroversielt, eftersom det af mange opfattes som en ringe demokratisk løsning.
Naturmiljøet bliver forvaltet af Milton Keynes Parks Trust. Floderne, som løber gennem eller forbi byen udgjorde en fare for oversvømmelser, og dette er er der blevet taget hånd om, ved at vandniveauet reguleres af en række kunstige indsøer. Indsøerne og parkerne giver byen et åbent præg, så at man lige udenfor bykernen kan få indtryk af, at man er på landet. 
Byområdet dækker omkring en tredjedel af distriktets areal og har 90 % af befolkningen. En række landsbyer og flere byer ligger indenfor bygrænserne og har fortsat en vis selvstændighed som byer eller verdslige sogne. 
Blandt stederne indenfor bygrænsen finder man:
- Bancroft, Bletchley, Bradwell, Broughton
- Caldecotte, Central Milton Keynes
- Fenny Stratford
- Great Linford
- Loughton
- Middleton
- New Bradwell
- Shenley Brook End, Shenley Church End, Simpson, Stantonbury, Stony Stratford
- Tattenhoe, Tongwell
- Walton, Water Eaton, Wavendon, Willen, Wolverton, Woolstone, Woughton on the Green, Westcroft

## Kommunikation

### Indenfor byen
Som en ny by blev Milton Keynes grundlagt med tanke på den stadig øgende biltrafik. Den har et vejnet baseret på et rutenet af 90 grader krydsende veje; alle hovedveje er i tillæg til navnet skiltet med 'H' eller 'V' samt et nummer, som angiver placeringen øst-vest eller syd-nord. Vejene er ikke lagt efter et strikt lineært rutenet, men er tilpasset omgivelserne. På de enkelte ruter ligger de forskellige bydele, hvoraf nogle er sat af til boligområder med kun mindre nærbutikker og andre til erhvervsvirksomheder med industri og større handelscentre.  
I alle hovedkryds er det anlagt rundkørsler, og flere af hovedvejene gennem byen har fire kørefelter med adskilte køreretninger. De hovedveje, som kun har to kørefelter, har for det meste brede, ubebyggede felter på begge sider, så at de let kan udvides, eftersom der opstår behov for det. 
Systemet gør det enkelt at komme fra én bydel til en anden med et minimum af trafik i tætbebyggede områder, eftersom hovedvejene er adskilt fra bebyggelsen. Indsamlede data fra målestationer viser, at forureningen er mindre end i andre byer af samme størrelse i Storbritannien, noget som først og fremmest skyldes, at der meget sjældent er trafikkøer og dermed langt mindre tomgangskørsel, end man finder andre steder. Støjniveauet i boligområder bliver også begrænset, og flere steder er det lagt høje volde mellem hovedvejene og bebyggelsen. Der er alligevel betydelig trafikstøj en del steder. Fartgrænserne er for det meste 112 km/t (70 m/t) på firefeltsvejene og 96 km/t (60 m/t) på tofeltsveje med modgående trafik; dette er de nationale standardgrænser. Det betyder på den ene side, at man kommer meget hurtigt frem, men på den anden side har det ført til en række alvorlige ulykker, mange med fatalt udfald. Fartgrænsen på en del af tofeltsvejene er derfor blevet sat ned til 64 km/t (40 m/t) for at reducere antallet af ulykker. 
Hovedvejen gennem centrum, Midsummer Boulevard, har sit navn, fordi den er anlagt sådan, at solen skinner lige nedover vejen på en Sankthansaften.
Der er et godt udbygget busnet i byen. I tillæg til de almindelige, offentlige busser er der også private busser, som kører gratisruter mellem boligområder og store butikscentre. Den centrale busstation ligger lige ved siden af den centrale jernbanestation.

### Vejnet udefra
Fra motorvejen M1 er der afkørsel til Milton Keynes fra kryds J14 og J15A, som begge ligger lige ved byen. A5, A421, A422 og A509 går gennem byen. Mange langdistancebusser til Midlands og Nordengland stopper ved Milton Keynes Coachway på M1 omkring 5 km fra centrum. Der ligger en park and ride-plads lige ved siden af, med bus ind til centrum. Der går busser fra Milton Keynes til Oxford, Bedford og Cambridge.

### Tog
Der er fem togstationer i byen:
- Milton Keynes Central station (West Coast Main Line)
- Bletchley station (West Coast Main Line og Marston Vale Line)
- Bow Brickhill station (Marston Vale Line)
- Fenny Stratford staion (Marston Vale Line)
- Wolverton station (West Coast Main Line)

I tillæg kommer Woburn Sands station, som ligger udenfor selve byen, men i distriktet Milton Keynes.
Stationerne betjenes af lokaltog kørt af Silverlink og intercitytog fra Virgin Trains. Der er hyppige afgange mod London med begge selskaber og afgange nordover mod Glasgow med Virgin.

### Kanal
Grand Union Canal, som går mellem London og Birmingham, løber gennem byen, og selv om den ikke længere bruges til transport af varer, er der mange turister, som kommer ind i byen, når de er på kanalferie. Fordi byen ligger i meget fladt terræn, er der færre sluser på denne strækning, end der generelt er på kanalen.

### Fly
Byen betjenes af flypladsen i Luton med busafgang hver time mellem Milton Keynes og flypladsen, en afstand på omkring 50 km. Birmingham International Airport ligger dobbelt så langt udenfor, men bruges af langt flere selskaber. London flypladserne Heathrow, Stansted og Gatwick ligger også i rimelig afstand, men offentlige transportmidler er noget vanskeligere at benytte for at komme til disse lufthavne, eftersom man må rejse via London centrum.
Cranfield Airport i Cranfield betjener privatfly.

## Kultur og seværdigheder
Milton Keynes kom med i Guinness Rekordbog med det længste indkøbscenter; Centre:MK er 720 m langt. Byen har også Europas største indendørs skibakke i komplekset Xscape Dome, som også indeholder biograf, butikker og serveringssteder.
National Bowl er en koncertarena med 65 000 pladser.
Der findes to museer: Bletchley Park, hvor aksemagternes koder blev knækket under 2. verdenskrig og Milton Keynes Museum i Wolverton, som særligt fokuserer på stedets socialhistorie. Ved Willen ligger forlystelsesparken Gulliver's Land. Man finder også gamle ruiner, af en romersk villa ved Bancroft og klosteret Bradwell Abbey ved Bradwell.
Flere andre seværdigheder ligger i nærheden af byen, blandt andet godset Woburn Abbey, byen Dunstable med bygninger fra middelalderen, samt universitetsbyerne Oxford og Cambridge. Den gamle administrationsby i Buckinghamshire, Buckingham, ligger lige udenfor bygrænsen. Byen har mange historiske bygninger og et lille museum. 
Kirken Christ the Cornerstone, som ligger i centrum, er en økumenisk kirke, som ejes og drives af Den engelske kirke, Baptistkirken, Metodistkirken, United Reformed Church og Den katolske kirke. Den er designet af Iain Smith og blev åbnet i 1992 som den første økumeniske centrumskirke i Storbritannien. I tillæg til selve kirkerummet, som bruges både til fælles ceremonier og til de enkelte kirkers ceremonier ved specielle anledninger, er der også et brugslokale og en butik, som sælger kristne skrifter og effekter. Kirken har en stor kuppel, som er synlig på lang afstand. Der er også mange kirker i de forskellige bydele. En del af de gamle kirker er fra de oprindelige byer og landsbyer, og andre nye som er rejst efter at udbygningen af byen startede.

## Sport
National Hockey Stadium og det nationale badmintoncenter ligger også i byen. 
Fodboldholdet Wimbledon FC flyttede fra London til Milton Keynes i 2003 og skiftede navn til Milton Keynes Dons. De spiller foreløbig deres kampe i National Hockey Stadium, men et nyt fodboldstadion er under opførelse i Denbigh.

## Uddannelse
Open University har tilhold i bydelen Kent's Hill. Kun et fåtal af studenterne, omkring 200, som studerer på højere niveau, har tilhold på campus. Resten studerer gennem korrespondance og internet. Med omkring 180.000 studenter er Open University Storbritanniens største uddannelsesinstitution.
Lige udenfor byen ligger Cranfield University i Cranfield i Bedfordshire.
Milton Keynes College tilbyder højskolestudier på lavere niveau.
Ungdoms- og videregående skoler bruger Comprehensive System. Resultaterne ligger over det nationale gennemsnit, men under gennemsnittet for resten af Buckinghamshire. Demografisk ligger Milton Keynes da også nærmere resten af landet end andre dele af grevskabet.

## Eksterne links
- Wikimedia Commons har flere filer relateret til Milton Keynes
- City Discovery Centre
- MKWeb

52°02′N 0°46′V / 52.03°N 0.77°V